# Wriggler
Wriggler — компьютерная игра, выпущенная Romantic Robot в 1985 году для платформ Amstrad CPC и ZX Spectrum.

## Общая информация
Игрок управляет дождевым червяком, участвующим в ежегодном червячьем марафоне. Однако оказывается, что это не столько соревнование, сколько тест на выживание. Червяк должен найти путь через лабиринт, изобилующий всевозможными опасностями (муравьи, пауки). Лабиринт очень велик и насчитывает 256 экранов, разбитых на четыре зоны. По всему лабиринту разбросаны различные бонусы.

## Оценки
- Computer Gamer[1] — 3/5
- CRASH[2] — 90 %
- Sinclair User[3] — 4/5
- ZX Computing[4] — 4/5

Игра заняла 75-е место в списке ста лучших игр для ZX Spectrum по версии журнала Your Sinclair.